# آنا کلری
آنا کلری (انگلیسی: Anna Kaleri؛ زادهٔ ۱ ژانویهٔ ۱۹۷۴) مؤلف (پدیدآور)، نویسنده، و فیلم‌نامه‌نویس اهل آلمان است.